# Pčoliné
Pčoliné (in ungherese Méhesfalva) è un comune della Slovacchia facente parte del distretto di Snina, nella regione di Prešov.